# R40 (Jordanien)
Die Route 40 ist eine Fernstraße in Jordanien. Die Straße ist eine Ost-West-Route von der Route 65 im Jordantal über Amman bis zur Route 30 im Osten des Landes. Die Straße ist Teil der Transitstrecke nach Saudi-Arabien und ist 130 Kilometer lang.

## Straßenbeschreibung
Die Straße beginnt an der Route 65 im Jordantal, etwa 320 Meter unter dem Meeresspiegel und nur wenige Kilometer vor der Grenze zu Israel, obwohl es keinen Grenzübergang gibt. Die Straße hat vom Ausgangspunkt 2 × 2 Fahrspuren und steigt über Hügeln bis auf fast 900 m Höhe in Richtung von Amman. Die Route 40 verläuft durch das südliche Stadtgebiet von Amman und kreuzt dort die Route 25 und die Route 35. Danach verläuft die Straße südöstlich der Stadt weiter und kreuzt dann die Route 15. Etwa 20 Kilometer östlich von Amman verengt sich die Straße auf 1 × 2 Fahrspuren und führt dann weiter nach Osten durch die Wüste, die flach und felsig ist. Östlich von Amman befinden sich kaum noch Orte von Bedeutung. Sie endet in der Wüste auf der Route 30, die dann weiter nach Saudi-Arabien verläuft.

## Geschichte
Die Route 40 ist eine wichtige Transitstrecke für beide Verkehrsrichtungen von Amman nach Bagdad mit der Verbindung der Route 30, 5 und 10 und nach Riad mit der Verbindung der Route 30. Die Straße ist wahrscheinlich in den 80er Jahren auf 2 × 2 Fahrspuren im Westen Amman ausgebaut worden. Der ehemalige Grenzstreifen mit den palästinensischen Gebieten liegt etwas weiter nördlich als in der Verlängerung der Route 40.

## Großstädte an der Autobahn
- Amman